# Стойцино
Стойцино (пол. Stojcino, нім. Stohentin) — село в Польщі, у гміні Смолдзіно Слупського повіту Поморського воєводства.
Населення — 86 осіб (2011).
У 1975-1998 роках село належало до Слупського воєводства.

## Демографія
Демографічна структура станом на 31 березня 2011 року:
|          | Загалом | Допрацездатний вік | Працездатний вік | Постпрацездатний вік |
| -------- | ------- | ------------------ | ---------------- | -------------------- |
| Чоловіки | 36      | 6                  | 26               | 4                    |
| Жінки    | 50      | 11                 | 24               | 15                   |
| Разом    | 86      | 17                 | 50               | 19                   |